# Eucalyptus largeana
Eucalyptus largeana là một loài thực vật có hoa trong Họ Đào kim nương. Loài này được Blakely & Beuzev. mô tả khoa học đầu tiên năm 1934.